# El Espinal, Naolinco
El Espinal är en ort i Mexiko.   Den ligger i kommunen Naolinco och delstaten Veracruz, i den sydöstra delen av landet, 240 km öster om huvudstaden Mexico City. El Espinal ligger 986 meter över havet och antalet invånare är 2 024.
Terrängen runt El Espinal är lite bergig. Runt El Espinal är det mycket tätbefolkat, med 3 369 invånare per kvadratkilometer. Närmaste större samhälle är Xalapa, 11,3 km söder om El Espinal. I omgivningarna runt El Espinal växer huvudsakligen savannskog.